# Palazzo Tortora Brayda
Il palazzo Tortora Brayda è un palazzo monumentale di Napoli, ubicato in salita Tarsia.

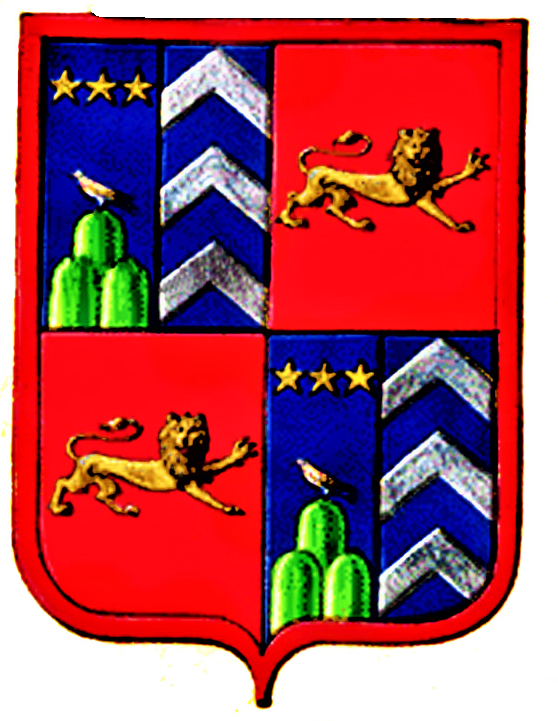
Stemma della famiglia Tortora Brayda di Belvedere

Il palazzo, molto probabilmente risalente al XVI secolo come edificio rurale, fu, con il tempo inglobato nelle nuove espansioni della città. Nel XVIII secolo fu oggetto di un rifacimento in stile tardo barocco attribuito a Nicola Tagliacozzi Canale, il palazzo fu rimaneggiato nel corso dei secoli successivi ed in anni recenti è stato parzialmente restaurato.
Dal prospetto, dalle linee sobrie delle decorazioni in stucco, emergono due particolari: il portale e la scala aperta dalla strada. Il portale, in piperno, è di sagoma mistilinea con bugne che interrompono ad intervalli regolari la fascia modanata del portale, ai lati vi sono due lesene in stucco che sorreggono trabeazioni con timpani spezzati a mo' di capriccio e sulla chiave di volta campeggia lo stemma dei Tortora. La scala, aperta sul prospetto, presenta una soluzione con loggetta a tre aperture con archi a tutto sesto che fungono da balconcini, sulle cornici in stucco vi appaiono capricci finemente lavorati.
L'androne che non è eccessivamente elevato è sostenuto da tozzi pilastri decorati in stucco. L'androne non presenta volte a botte, ma solai piani dovuti ad una sostituzione delle originarie strutture orizzontali. Dall'androne si accede al cortile con esedra terminale, dalla quale si accede al retrostante giardino.

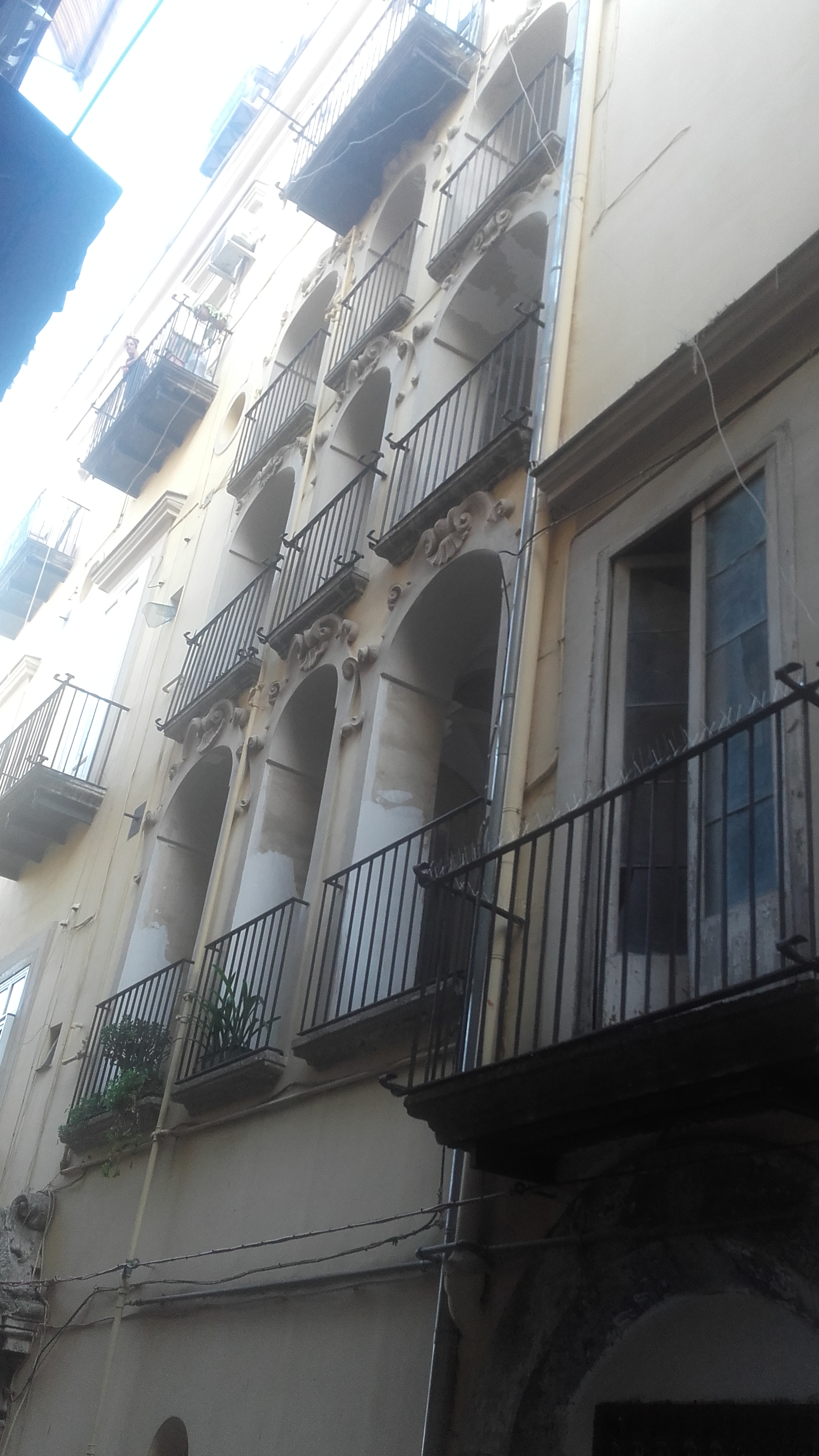
Il prospetto posteriore della scala aperta incassata sulla facciata